# Izzet Avcı
Izzet Avcı, född 1 januari 1949, är en turkisk bågskytt. Han deltog vid olympiska sommarspelen 1984 och olympiska sommarspelen 1988.